# Farmakas
Farmakas (gr. Φαρμακάς) – wieś w Republice Cypryjskiej, w dystrykcie Nikozja. W 2011 roku liczyła 480 mieszkańców.